# Djurrättsalliansen

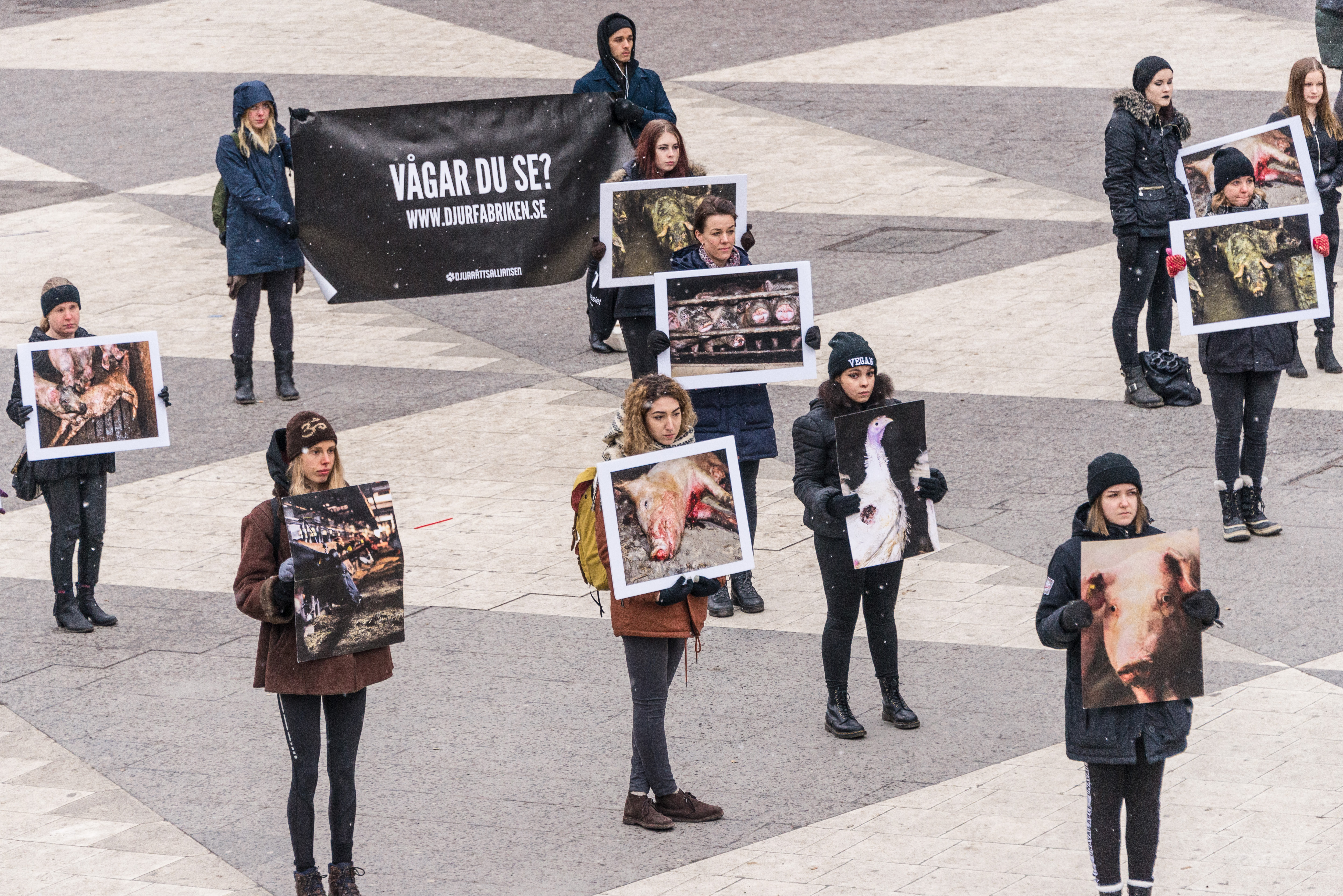
2017

Djurrättsalliansen (deutsch Tierrechteallianz) ist eine schwedische Tierschutzorganisation, die als gemeinnütziger Verein tätig ist. Die Organisation setzt sich für die Verbesserung der Rechte von Tieren ein und betrachtet jede Form von Tierhaltung als ethisch unvertretbar. Djurrättsalliansen befürwortet den Veganismus. Ferner setzt sich die Organisation für die Abschaffung von Pelztierfarmen und Tierversuchen ein.
Im November 2009 veröffentlichte die Gruppe heimlich aufgenommenes Material von schwedischen Schweinefarmen, das die schlechten Lebensbedingungen der Tiere aufzeigte. Dies erregte größere Aufmerksamkeit in den Medien.